# Grace Frohling
Grace Elisabeth Frohling (Edmond, 16 aprile 2001) è una pallavolista statunitense, opposto della LOVB Houston.

## Carriera

### Club
La carriera di Grace Frohling inizia nei tornei scolastici dell'Oklahoma, giocando per la Edmond North HS, mentre a livello giovanile gioca per l'Oklahoma Peak; in seguito si trasferisce alla Marymount HS, nel campionato scolastico californiano, e nel club del Sunshine. Dopo il diploma entra a far parte della formazione universitaria della San Diego: partecipa alla NCAA Division I dal 2019 al 2022 spingendosi fino alle semifinali nazionali al suo ultimo anno, raccogliendo qualche riconoscimento individuale.
Nella stagione 2023-24 firma il suo primo contratto da professionista in Germania, ingaggiata dal Dresdner, impegnato in 1. Bundesliga. Torna poi in patria per partecipare alla prima edizione della League One Volleyball con la LOVB Houston, con la quale vince la LOVB Classic.

## Palmarès

### Club
- LOVB Classic: 1

2025

### Premi individuali
- 2022 - All-America Second Team
- 2022 - NCAA Division I: Stanford Regional All-Tournament Team